# Magdalena Ogórek
Magdalena Agnieszka Ogórek, née le 23 février 1979  à Rybnik, est une historienne, journaliste, actrice et femme politique polonaise.

## Biographie
Magdalena Ogórek a fait ses études secondaires au lycée d'enseignement général n° 2 de Rybnik (pl) avant d'effectuer des études d'histoire à l'université d'Opole où elle obtient son diplôme de magister en 2002. Elle suit ensuite une formation de 3e cycle en intégration européenne à l'université de Varsovie, complétée en 2005 à l'Institut européen d'administration publique de Maastricht.
Elle soutient en 2009 à l'université d'Opole un doctorat en sciences humaines (histoire) sur les « hérétiques » béguines et  vaudois en Silésie et en Moravie.
Elle est chargée de cours à Małopolska Wyższa Szkoła im. Józefa Dietla w Krakowie.
De 2002 à 2005, elle travaille pour diverses institutions gouvernementales : département des affaires européennes et de la coopération du ministère de l'Intérieur et de l'Administration, porte-parole de la Conférence des ministres de l'Intérieur sur la sécurité, centre d'information gouvernementale auprès de la présidence du conseil des ministres, Bureau de l'Intégration européenne, présidence de la République (sous Aleksander Kwaśniewski), etc[réf. nécessaire].
De 2008 à 2010 elle est experte au groupe parlementaire SLD. Elle est ensuite chef de cabinet de Grzegorz Napieralski[réf. nécessaire].
Parallèlement elle est journaliste, chroniqueuse et animatrice de télévision sur diverses chaînes polonaises  publiques et privées, où elle intervient notamment sur les questions religieuses.
Elle a tenu différents rôles dans des feuilletons télévisés populaires, notamment celui d'une infirmière (Magda) dans une centaine d'épisodes de Na dobre i na złe (pl) (de 2003 à 2014), ainsi que dans le film Los Chłopacos (pl) de Gerwazy Reguła (pl) (en 2003).
Proche de l'Alliance de la gauche démocratique (SLD), sans y adhérer, depuis ses études, tout en mettant en avant son catholicisme pratiquant, après un échec sous cette étiquette dans sa ville natale aux élections législatives de 2011, elle est désignée en janvier 2015 candidate à l'élection présidentielle polonaise de 2015. Elle arrive à la 5e place, rassemblant 353 883 voix, soit 2,38 % des votants, le plus bas niveau historique de la gauche en Pologne depuis l'instauration de la démocratie pluraliste.
Depuis 2015, elle est très éloignée des rangs de la gauche et travaille à compter de 2016 pour la chaîne d'information en continu de la télévision publique polonaise TVP Info, présentant plusieurs émissions, notamment « W tyle wizji (pl) », « Studio Polska (pl) », « Minęła dwudziesta (pl) » (Il est vingt heures), « O co chodzi? (pl) » (De quoi s'agit-il ?), où elle soutient des positions fortement conservatrices.
Vie privée
Elle est mariée avec l'économiste Piotr Mochnaczewski (pl), député de 1991 à 1993, recteur de l'UTH (pl) jusqu'en 2011, puis jusqu'en 2014 de Małopolska Wyższa Szkoła Zawodowa im. Józefa Dietla à Cracovie, et mère d'une fille née en 2005.

## Ouvrages
- Polscy templariusze. Mity i rzeczywistość (Les Templiers en Pologne : Mythes et réalité), Interwest, 2005  (ISBN 83-89845-10-5)[10]
- Beginki i waldensi na Śląsku i Morawach do końca XIV wieku (Les béguines et les vaudois en Silésie et en Moravie jusqu'à la fin du XIVe siècle, sujet de sa thèse de doctorat), Wydawnictwo i Agencja Informacyjna WAW Grzegorz Wawoczny, 2012  (ISBN 978-83-6260-828-7)[1]